# Église Saint-Pierre de Bourg-Saint-Pierre
Pour les articles homonymes, voir Église Saint-Pierre.
L'église Saint-Pierre est une église catholique située à Bourg-Saint-Pierre dans le canton du Valais en Suisse.

## Classement
L'église est un bien culturel d'importance nationale.

## Vitraux
- Quinze vitraux créés par Jacques Le Chevallier en 1950, représentant principalement Saint Pierre, Saint Bernard, Saint Maurice d'Agaune, Saint Nicolas de Flüe, Notre-Dame du Mont-Carmel, Saint Louis de Gonzague, Sainte Thérèse de Lisieux[1].